# Měšín
Měšín (en allemand : Misching) est une commune du district de Jihlava, dans la région de Vysočina, en République tchèque. Sa population s'élevait à 271 habitants en 2024.

## Géographie
Měšín se trouve à 7 km au nord-est du centre de Jihlava et à 113 km à l'est-sud-est de Prague.
La commune est limitée par Střítež au nord-ouest, par Ždírec au nord-est, par Jamné au sud-est, par Velký Beranov au sud, et par Jihlava à l'ouest.

## Histoire
La première mention écrite de la localité date de 1368.

## Transports
Par la route, Měšín se trouve à 8,5 km de Polná, à 10 km de Jihlava et à 131 km de Prague. 

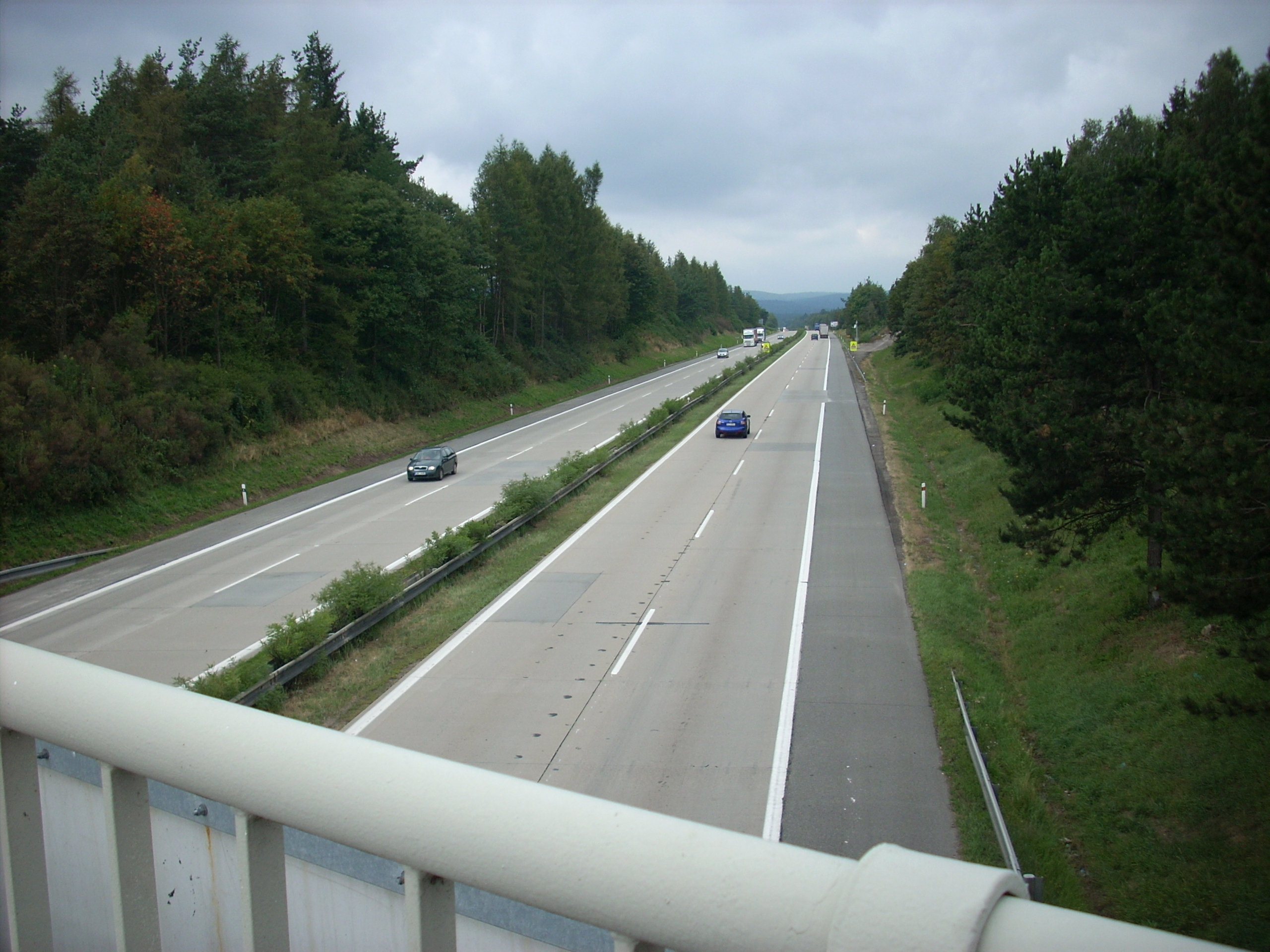
L'autoroute D1 à Měšín.

L'autoroute D1 traverse le territoire de la commune, mais les accès les plus proches se trouvent à Novy Pavlov ( 112A) et à Jamné ( 119).